# 프란체스카 잼벨로

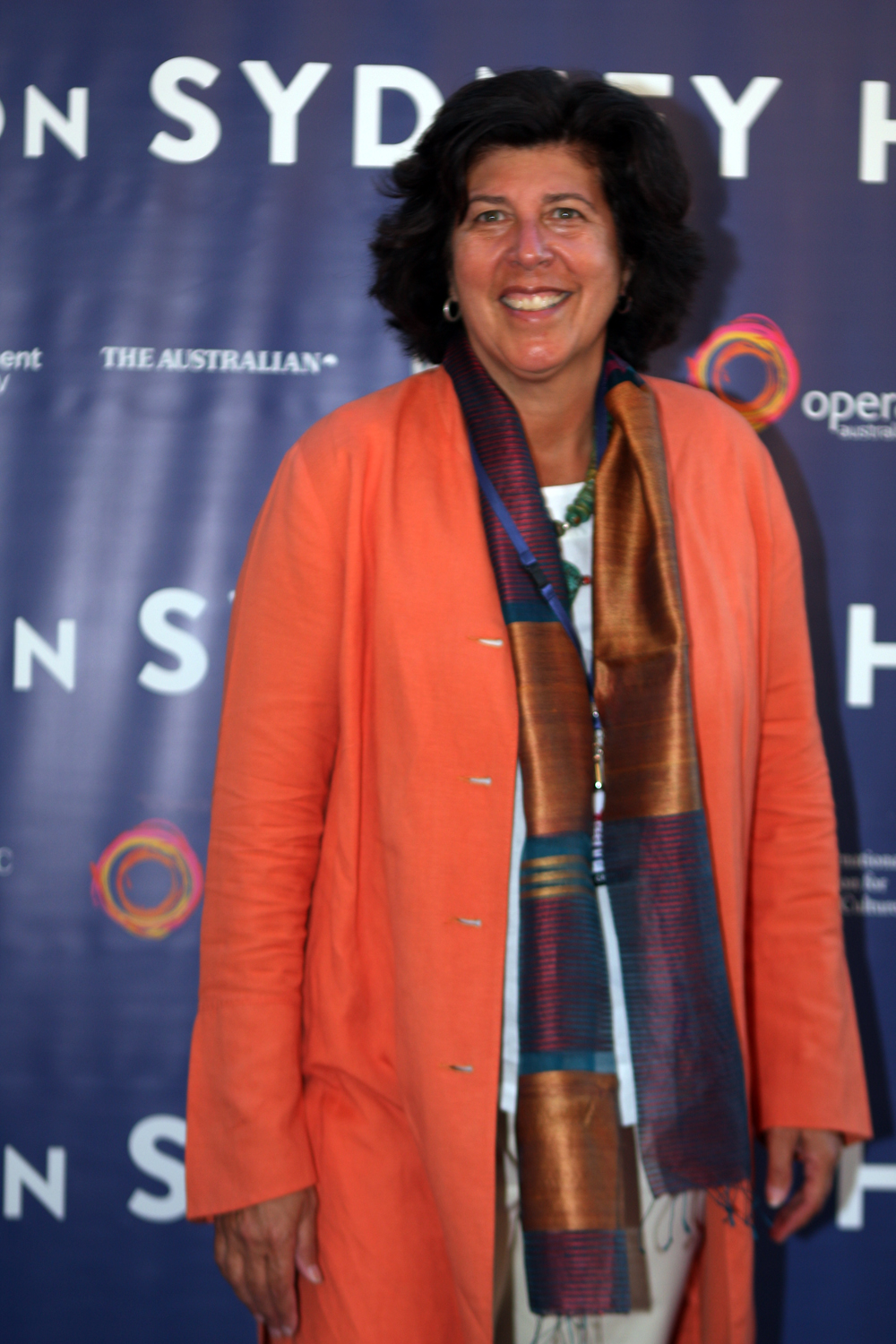

프란체스카 잼벨로(Francesca Zambello 1956년 ~ )는 미국의 대표적인 오페라 연출가이자, 연극 연출가이다.
잼벨로는 어린 시절 유럽에서 자랐으며, 프랑스어, 이탈리아어, 독일어, 러시아어를 말할 수 있다. 그녀는 1976년 모스크바 대학에서 수학하였고, 1978년에 뉴욕주, 메디슨 카운티에 소재한 콜게이트 대학교를 졸업하였다. 잼벨로는 유명한 오페라 연출가인 장피에르 폰넬의 연출 조수로 경력을 시작하였다. 1984년부터 1991년까지 스카이라이트 음악 극장의 미술 감독으로 지냈다.
요 몇 년간 잼벨로는 메트로폴리탄 오페라와 휴스턴 그랜드 오페라, 베네치아의 라 페니체 극장, 런던의 로열 오페라, 파리 오페라, 시애틀 어린이 극장, BBC 텔레비전, 브레겐츠 축제 등에서 일했다. 그녀는 현재 샌프란시스코 오페라의 미술 감독으로 재직 중이다. 잼벨로는 프랑스, 영국, 일본, 독일, 러시아, 호주에서 다수의 상을 수상하였다.